# 猪苗代盛国
猪苗代 盛国（いなわしろ もりくに）は、戦国時代から安土桃山時代にかけての武将。蘆名氏の家臣。猪苗代氏12代当主。父は蘆名盛詮の次男・猪苗代盛清とされるが、天文10年（1541年）に蘆名氏に対して謀反を起こした猪苗代盛頼ともいわれる。

## 生涯
猪苗代氏は桓武平氏・三浦氏の流れを汲む蘆名氏の支流。蘆名氏の重臣であるが、自立傾向が強く度々反乱を起こしていた。
盛国も最初は蘆名盛氏の家臣として仕える。
天文20年（1551年）11月24日、元服に際し、盛氏の偏諱を与えられ、盛国と称した（会津旧事雑考）。
天正13年（1585年）、嫡男・盛胤に家督を譲って隠居したが、後妻の息子・宗国を溺愛し、同16年（1588年）に後妻の讒言に乗って盛胤を廃嫡しようと画策。盛胤に譲ったはずの猪苗代城ごと伊達氏に寝返り、その軍勢を招き入れ、摺上原の戦いでの蘆名氏惨敗の原因を作った。その際、宗国を伊達方に人質として差し出している。
天正17年（1589年）7月23日、伊達政宗により、猪苗代近辺に500貫文の地を加増され、伊達氏の準一門に列せられた。のち、政宗の移封に際し、盛国も会津を去り、岩井郡東山（現・岩手県一関市、旧・東磐井郡東山町）で1000石を与えられた。のち、知行半分を削られた。

## 子ども・子孫
盛国の次男は、はじめ、松王丸、平太郎、弾正を称した。元服の際、政宗から一字を与えられ、越後宗国を名乗った。その子孫は、代々伊達家の家臣として明治維新に至った。
その弟・縫殿盛明は、盛国から200石を与えられ別家を立てたが、一代で絶えた（伊達世臣家譜）。